# Лукас Салинас
Лукас Спинола Салинас (на португалски език – Lucas Spinola Salinas) е бразилски футболист, полузащитник на Локомотив (Пловдив).
Притежава и испанско гражданство.